# Szenterzsébet vára
Szenterzsébet egy várhely Horvátországban, a Kapronca-Kőrös megyei Góla határában.

## Fekvése
A Góla keleti határában fekvő Pepelara településrészen, a Góláról Zsdálára menő úttól 300 méterre délre találhatók maradványai. Az itt található várhelyet Csánki Dezső azonosította a középkori Szenterzsébet maradványaival.

## Története
Az erőd építészeti maradványairól Sonja Kolar adott rövid áttekintést. Az itt talált leletek között kerámiák és más leletek (középkori pecsétgyűrű, nyílhegy, egy kis kalapács és kovácsolt szegek sokasága) találhatók. Az erőd történetéről szóló legszélesebb körű munkát eddig Ivan Večenaj-Tišlarov publikálta, aki munkájában a legtöbb magyar és horvát történeti forrással, valamint a várral és annak közvetlen környezetével kapcsolatos népi legendákkal és történetekkel foglalkozott. A földrajzi elhelyezkedésről, a megjelenésről és a leletekről alapvető adatokat szolgáltat Északnyugat-Horvátország régészeti leleteinek és helyszíneinek nyilvántartása is. A pepelarai erődöt legutóbb Tomislav Đurić és Dragutin Feletar monográfiájában tárgyalták.
A múltban a vár három névváltozatban jelent meg. Először 1220-ban említik Morad (Maragha, Margya) néven, 1235-től pedig St. Elizabet castrumként, a szentté avatott Erzsébet, II. András király lányának emlékére, aki a hagyomány szerint ebben a várban élt. Ezen a néven található az erőd azon az 1514-ből származó térképen, amely Délkelet-Európa egy részét, Magyar Királyságot és a Habsburg Birodalmat mutatja be. Miután a várat a 16. században a török háborúk során elpusztították, régi neve elveszett. A 19. században a helyi lakosság az erőd maradványait hamutartónak (pepelara) nevezte az egész területet befedő hamumaradványok után. A hamu kemencékben történt kiégetésével a vár romjain egykor hamuzsírt állítottak elő.
Večenaj szerint az erődöt 1220-ban említik először, ekkor birtokosa II. András horvát-magyar király volt. A vár nagy valószínűséggel az 1330-as évekig maradt a magyar uralkodók birtokában. 1333-ban már Istvánnak, Mikcs szlavón bán fiának tulajdonában volt. Nagy Lajos király 1386-ból származó oklevelében Györgyöt, a Bács nemzetségből származó Berzenczi Lórant fiát említik a vár tulajdonosaként. 1453-tól tulajdonosa Hunyadi János, majd később fia, Mátyás király volt, aki 1468-ban Forster Györgynek adományozta, aki teljesen helyreállította. 1529-ben Móré Lászlót említik az oszmán hódítás előtti utolsó tulajdonosaként.

## A vár mai állapota
Maradványai a Gólához tartozó Pepelara falucska mellett találhatók, mintegy 300 méterre délre attól az úttól, amely összeköti Zsdála falut és Góla falut. 119 méteres tengerszint feletti magasságban található. A várnak ma csekély maradványai találhatók. Legjobban fennmaradt része egy nagy védőárok, amely a várat három oldalról veszi körül, északi oldalán pedig be van temetve. Tavasszal és ősszel az árok rendre megtelik vízzel. Az árok átlagos szélessége körülbelül 25 méter, mélysége pedig körülbelül 2 méter.
Tekintettel az árok meglétére, a vár a vizesárokkal rendelkező síkvidéki erődök csoportjába (az úgynevezett vizivárak közé) sorolható. A markáns árokkal ellentétben az erőd építészeti részei ma nagyon szerények. S. Kolar, T. Đurići, D. Feletar és I. Večenaj-Tišlarov szerint az erőd szabályos négyszög alakú volt. Ezen szerzők szerint oldalainak hossza 37 métertől (Večenaj) 35 méterig (Đurić és Feletar szerint) terjedt, a falmaradványok magassága Večenaj szerint 1,70 és 1,90 méter közötti, Đurić és Feletar szerint pedig 1 méterig terjedt. A vár mai állapota még az akkorinál is sokkal rosszabb. A felszín felett csak keleti részének maradványai ismerhetők fel, megerősítve annak téglalap alakú alaprajzát. A legjobban megőrzött része a körülbelül 34 méter hosszú keleti külső védőfal. Ezt egy északi, 20 méter hosszúságban megőrzött védőfal és egy 14 méter hosszú déli külső védőfal egészíti ki.
A védőfalak átlagos magassága körülbelül 1 méter, szélessége 1,5 méter. Az a hely, ahol a vár bejárata volt, ma már nem ismerhető fel. Đurić és Feletar lehetséges helyét a keleti fal közepére helyezte. Vecenaj szerint a vár alapjait 2 méterig ásták le. Külső védőfalai mészhabarccsal összekötött téglából épültek. A belső épületek elrendezése nem ismerhető fel. Tekintettel az erőd alakjára, építési módjára és anyagára, valamint a történelmi forrásokra és a leletekre, a szakemberek arra a következtetésre jutottak, hogy a vár 13. században épült és a 16. században hagyták el.